# Rundskop
Rundskop (Frans: Tête de bœuf) is een Belgische misdaadfilm uit 2011 onder regie van Michaël R. Roskam. Het is een misdaaddrama over boeren en gangsters tegen de achtergrond van de Belgische hormonenmaffia. Het is voornamelijk gesproken in een Limburgs dialect, het Truierlands.
Met Rundskop draaide Michaël R. Roskam zijn eerste lange speelfilm.

## Verhaal
Jacky Vanmarsenille is een veeboer uit Sint-Truiden in Limburg die zijdelings connecties heeft met de hormonenmaffia. Door een trauma uit zijn jeugd heeft hij het moeilijk in zijn omgang met vrouwen en stapelen de problemen zich op in zijn leven. Zeker wanneer hij een bekende uit zijn verleden ontmoet.

## Rolverdeling
| Acteur               | Personage                 |
| -------------------- | ------------------------- |
| Matthias Schoenaerts | Jacky Vanmarsenille       |
| Jeroen Perceval      | Diederik Maes             |
| Jeanne Dandoy        | Lucia Schepers            |
| Barbara Sarafian     | Eva Forrestier            |
| Tibo Vandenborre     | Antony De Greef           |
| Frank Lammers        | Sam Raymond               |
| Sam Louwyck          | Marc De Kuyper            |
| Robin Valvekens      | Jonge Jacky Vanmarsenille |
| Baudoin Wolwertz     | Jonge Diederik Maes       |
| David Murgia         | Jonge Bruno Schepers      |
| Erico Salamone       | Christian Filippini       |
| Philippe Grand'Henry | David Filippini           |
| Stefaan Degand       | Leon Blockx               |
| Kris Cuppens         | Jean Vanmarsenille        |
| Sofie Sente          | Irene Vanmarsenille       |
| Kristof Renson       | Stieve Vanmarsenille      |

## Nominaties en prijzen
- De film was in 2011 geselecteerd voor het Panorama-programma van de 61ste Berlinale.
- In mei 2011 was 'Rundskop' te zien op het evenement "Marché du film" van het Filmfestival van Cannes.
- Eind juli 2011 werd de film bekroond als beste film met de Propeller of Motovun op het filmfestival van het Kroatische Motovun.
- 'Rundskop' won op 7 augustus 2011 de New Flesh Award, de debuutprijs op het Canadese Internationaal filmfestival Fantasia.
- Op de 3e editie van het Internationaal festival van de politiefilm in het Franse Beaune is 'Rundskop'  tweemaal in de prijzen gevallen: de film won er de Prijs van de Internationale Jury en de Prijs van de Pers.
- 'Rundskop' was een van de drie Vlaamse inzendingen voor het 46e Internationaal filmfestival van Karlovy Vary in Tsjechië.
- Bij de uitreiking van de Vlaamse Filmprijzen tijdens het Filmfestival Oostende ontving de film de prijs voor de Beste film. Hoofdrolspeler Matthias Schoenaerts werd bekroond met de prijs Beste acteur in hoofdrol en Michaël R. Roskam met Beste regisseur en Beste debuut. De prijs voor Beste acteur in een bijrol ging naar Jeroen Perceval en die van Beste fotografie naar Nicolas Karakatsanis.
- Op 16 september 2011 werd 'Rundskop' genomineerd als Belgische inzending voor de Academy Award 2012 voor beste niet-Engelstalige film.
- Driemaal in de prijzen gevallen (Beste film, Beste regisseur en Beste acteur) tijdens het Fantastic Fest te Austin, Texas.
- Publieksprijs (in de "New Auteurs"-afdeling) en Matthias Schoenaerts werd bekroond met de Acting Award door de persjury op het 25e American Film Institute-festival.
- Op 24 januari 2012 werd 'Rundskop' genomineerd voor de Oscar voor beste niet-Engelstalige film.
- Op 26 februari 2012 werd bekendgemaakt dat 'Rundskop' dan geen Oscar wint.
- Tijdens het Filmfestival Oostende werd aan regisseur en acteurs een (officieuze) prijs overhandigd, namelijk de Diamanten Award. Deze onderscheiding wordt uitgereikt aan de Vlaamse film die meer dan 400.000 bezoekers hebben weten te lokken. Op die manier tracht de organisatie de Vlaamse film meer in de kijker te zetten.